# Monteaux
Monteaux é uma comuna francesa na região administrativa do Centro, no departamento Loir-et-Cher. Estende-se por uma área de 6,3 km². Em 2010 a comuna tinha 775 habitantes (densidade: 123 hab./km²).